# أستريكس وكليوباترا (فلم)
أستريكس و كليوباترا  (بالإنجليزية: Asterix and Cleopatra (film)) هو فيلم ملحمي صدر في سنة 1968. الفيلم من إخراج رينيه جوسيني.

## وصلات خارجية
- مقالات تستعمل روابط فنية بلا صلة مع ويكي بيانات

1. ↑  « Casting français du film » sur Allodoublage, consulté le 24 octobre 2012 نسخة محفوظة 05 أغسطس 2016 على موقع واي باك مشين.